# 에메랄드 시
《에메랄드 시》(영어: Emerald City)는 미국의 판타지 드라마로, 라이먼 프랭크 바움의 동화 《오즈의 마법사》를 기반으로 오즈 대륙 에메랄드 시에서 벌어지는 이야기를 다룬다. 미국 NBC에서 2017년 1월부터 동년 3월까지 방영했으며 매슈 아널드, 조시 프리드먼이 제작을 총괄하고 타셈 싱 감독이 전 에피소드를 연출하였다. 아드리아 아르호나가 주인공 도로시 게일 역을 맡았고 이외에 올리버 잭슨코언, 아나 울라루, 미도 하마다, 조던 로프런, 조엘리 리처드슨, 빈센트 도노프리오가 출연한다.

## 출연진

### 주연
- 아드리아 아르호나 - 도로시 게일
- 올리버 잭슨코언 - 로안(허수아비)
- 아나 울라루 - 서쪽마녀
- 미도 하마다 - 에이먼(겁쟁이 사자)
- 게란 하월 - 잭(양철나무꾼)
- 조던 로프런 - 오즈마
- 조엘리 리처드슨 - 글린다(착한마녀)
- 빈센트 도노프리오 - 프랭크 모건 / 오즈의 마법사

### 조연
- 이저벨 루커스 - 애나
- 록시 스턴버그 - 엘리자베스
- 스테퍼니 마티니 - 랭위더 공주
- 레베카 레아 - 리스 / 실비
- 지나 매키 - 제인 앤드루스 박사
- 올라뷔르 다리 올라프손 - 오조